# Pitty

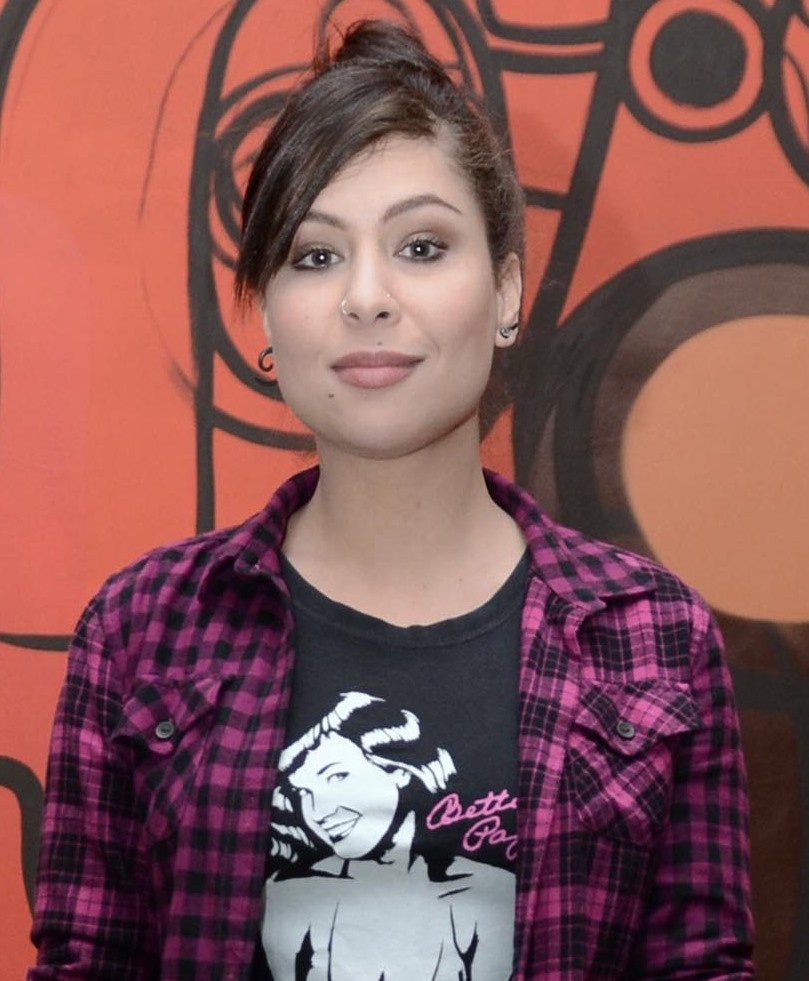
Pitty, 2006

Pitty (* 7. Oktober 1977 in Salvador da Bahia als Priscilla Novaes Leone) ist eine brasilianische Rock- und Hard-Rock-Sängerin. Im Jahr 1996 begann sie bei der Band Inkoma zu singen, bevor sie 2003 ihr erstes Soloalbum Admirável Chip Novo veröffentlichte. Das zweite Album Anacrônico folgte 2005.

## Diskographie

### Studioalben
- (2003) Admirável Chip Novo
- (2005) Anacrônico
- (2009) Chiaroscuro
- (2014) Setevidas
- (2019) Matriz

### Livealben
- (2007) {Des}Concerto - Ao Vivo
- (2011) A Trupe Delirante no Circo Voador
- (2016) Turnê Setevidas - Ao Vivo
- (2020) Matriz - Ao Vivo na Bahia